# Copelatus decellei
Copelatus decellei es una especie de escarabajo buceador del género Copelatus, de la subfamilia Copelatinae, en la familia Dytiscidae. Fue descrito por Billardo en 1962.